# جسيم دون ذري

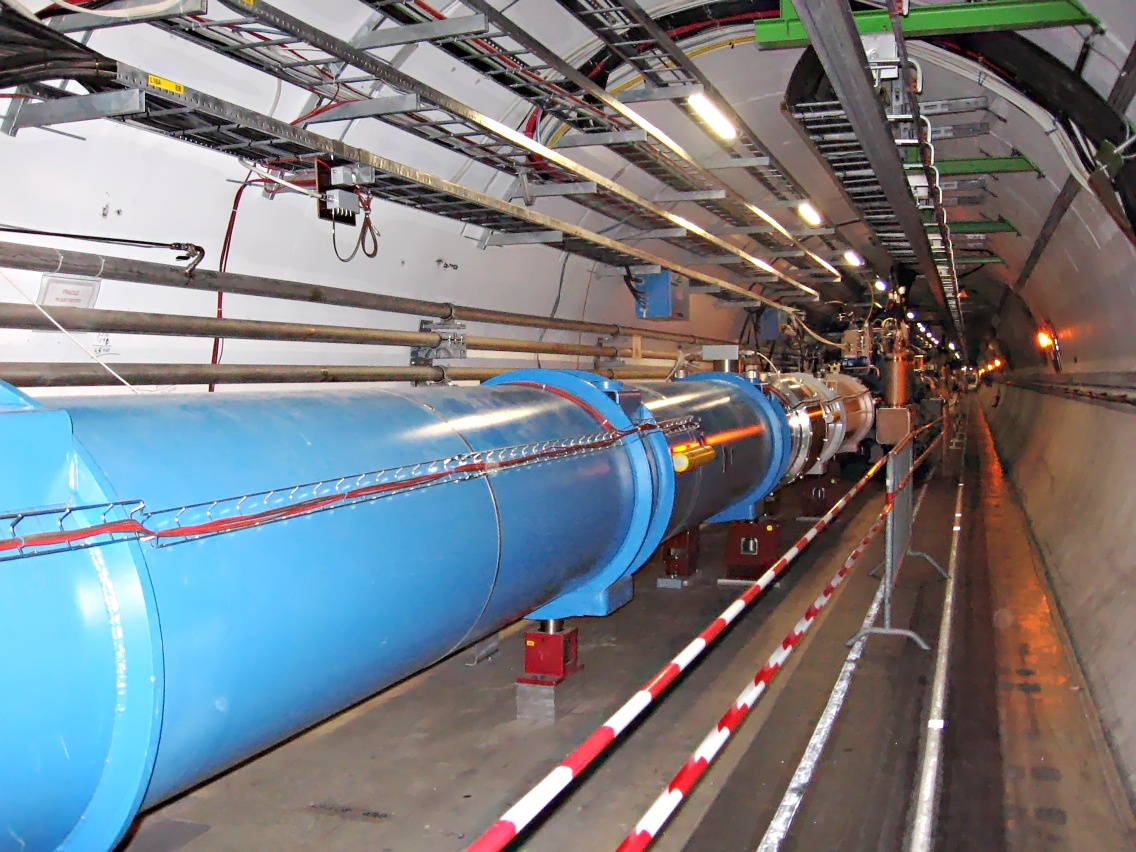
مصادم الهدرونات الكبير في نفق سرن

الجسيم دون الذري هي التي تكون ذات أحجام أصغر من الذرّة من هذه الجسيمات البروتونات والإلكترونات
والنيترونات التي منها تتكون الذرة كما إن منها جسيمات أخرى تنتج من التفاعلات النووية لكنها غير مستقرة إذ سرعان ما تتلاشى على هيئة جسيمات أخرى أو طاقة إشعاعية وقسم العلماء الجسيمات دون الذرية إلى قسمين رئيسيين هما الفرميونات موزعة على ثلاثة أجيال و هي نوعان هما اللبتونات والكواركات والبوزونات هذه الأنواع تمثل الجسيمات الأولية أي التي لم يثبت حتى الآن إنها تتكون من جسيمات اصغر منها ولكنها قد تدخل في تكوين جسيمات أخرى فالكواركات مثلاً هي الجسيمات التي يتكون منها كل من البروتون والنيترون أما الإلكترون فهو من اللبتونات.
إن حجم الجسيمات الأولية أصغر بمقدار مئة مليون مرة من حجم الذرات وبعضها عمره قصير جداً يصل إلى أجزاء من الثانية.